# ادگار والاس
ادگار والاس (انگلیسی: Edgar Wallace; ۱ آوریل ۱۸۷۵ – ۱۰ فوریهٔ ۱۹۳۲) روزنامه‌نگار، نمایش‌نامه‌نویس، فیلم‌نامه‌نویس، شاعر، رمان‌نویس و نویسنده اهل بریتانیا بود.
از مهم‌ترین آثار وی می‌توان به چهار مرد عادل و خلق شخصیت کینگ کونگ به همراه مریان کوپر اشاره کرد. همچنین از داستان‌ها و کتاب‌های وی فیلم‌هایی همچون ترور (۱۹۲۸)، ترور (۱۹۳۸)، سگ باسکرویل، کینگ کونگ، گاه‌شماری (۱۹۳۱) و گاه‌شماری (۱۹۴۸) ساخته شده است.

## درگذشت
در ۱۰ فوریه ۱۹۳۲ در نورث میپل درایو، بورلی هیلز درگذشت.